# Podor
Podor is een plaats in het uiterste noorden van Senegal. Het ligt op het eiland Morfil dat ingeklemd ligt tussen twee zijrivieren van de rivier Sénégal.
In Podor staat een ruïne van een Frans fort dat in 1854 werd gebouwd en dienstdeed als centrum van goudhandel.

## Galerij

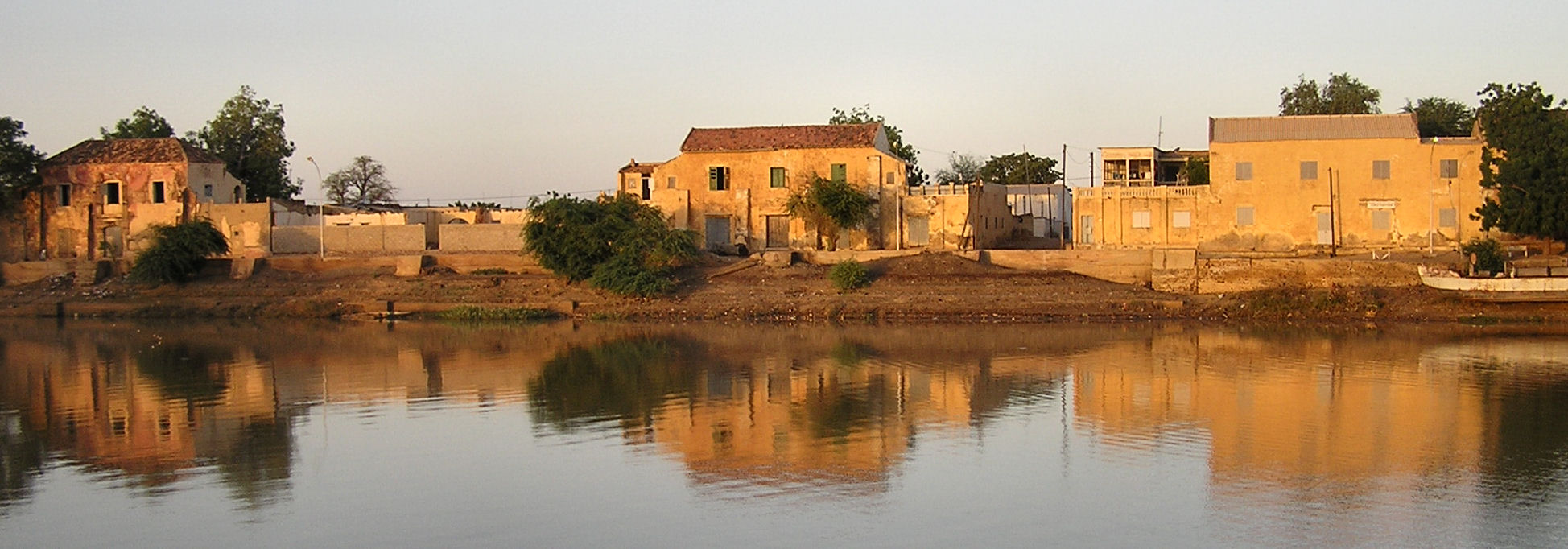
Oude commerciële centrum van Podor

## Geboren
- Baaba Maal (1953), zanger
- Mansour Seck (1955-2024), blinde zanger en gitarist